# أليكساندر هوغ
أليكساندر هوغ (بالإنجليزية: Alexandre Hogue)‏ هو رسام وفنان أمريكي، ولد في 22 فبراير 1898 في ممفيس في الولايات المتحدة، وتوفي في 22 يوليو 1994 في تلسا في الولايات المتحدة.